# Поштанска кочија (филм)
Поштанска кочија (енгл. Stagecoach) је амерички вестерн филм из 1939. који је режирао Џон Форд као адаптацију петпарачке приповетке, Кочија до Лордсберга, америчког писца Ернеста Хејкокса. Причу је за потребе филма адаптирао Дадли Николс и његова радња прати деветоро странаца који заједно путују поштанском кочијом од Тонтоа у Аризони до Лордсберга у Новом Мексику кроз територију Апача. Главне улоге играју Клер Тревор, Џон Вејн и Енди Девајн.
Филм је премијерно приказан у Мајамију, савезна држава Флорида, 10. фебруара 1939. године, након чега је пуштен у биоскопе широм земље. У Србији (тада део Краљевине Југославије) филм је имао своју премијеру у Београду, 12. новембра 1940. године под називом Поштанска кола.
Упркос критикама због његовог негативног приказа Америчких староседелаца, Поштанска кочија се сматра једним од најбољих вестерн филмова свих времена, као и филмом који превазилази границе свог жанра. Филм је номинован за седам Оскара од којих је освојио два и пронашао се на листи Америчког филмског института као девети најбољи вестерн икада направљен. Конгресна библиотека Сједињених Америчких Држава је 1995. године одабрала овај филм за Национални регистар филмова као „културолошки, историјски или естетски значајан”.

## Радња
У јуну 1880. године, кочијаш Бак се спрема да пође својом поштанском кочијом од Тонта, у Аризони, до Лордсберга, у Новом Мексику. Међу његовим путницима су Далас, проститутка коју је из града истерала Лига за ред и закон; доктор-алкохоличар Џосаја Бун; уображена дама Луси Малори, која путује да би се придружила свом супругу, официру коњице; и продавац вискија Самјуел Пикок.
У међувремену, Хенри, познат као „Ринго Кид”, побегао је из затвора како би осветио убиство свог оца и брата, које је починио Лук Пламeр, опасни револвераш који се налази у Лордсбергу са своја два брата. Пламeрови су такође оптужили Ринга за убиство њиховог надзорника, због чега је и осуђен. Маршал Керли Вилкокс одлучује да буде оружана пратња на кочији (енгл. ride shotgun) како би пронашао Ринга. Потпоручник америчке коњице Бланчард открива да су Џеронимо и његови Апачи у ратном походу, па ће његова јединица привремено пратити кочију до станице Драј Форк. Хатфилд, галантни коцкар и бивши официр војске Конфедерације, нуди госпођи Малори заштиту и укрцава се. У кочију улази и надмени банкар Елсворт Х. Гејтвуд.
На путу, кочија наилази на Ринга, који је остао сам након што је његов коњ почео да храма. Иако су Керли и Ринго пријатељи, Керли га ставља под надзор. Када кочија стигне у Драј Форк, путници сазнају да је очекивани коњички одред већ отишао у станицу Апачи Велс. Већина путника гласа да наставе пут. Друштво из кочије изненађено је када Ринго, несвестан Даласиног занимања, успоставља блискост с њом током путовања.
У Апачи Велсу, госпођа Малори сазнаје да јој је супруг рањен у бици са Апачима и пребачен у Лордсберг. Она се онесвести и, на запрепашћење свих, убрзо почиње да се порађа. Бун се отрежњава и помаже јој да се породи уз помоћ Далас. Касније те ноћи, Ринго пита Далас да се уда за њега и живи с њим на ранчу који поседује преко границе у Мексику. Плашећи се да му открије своју прошлост, она избегава да му одговори. Следећег јутра, уз Буна као подршку, прихвата понуду, али не жели да остави госпођу Малори и њену бебу. Уместо тога, подстиче Ринга да побегне, обећавајући да ће му се касније придружити у Мексику. Пре него што он стигне да оде, примећује димне сигнале који најављују присуство Апача и враћа се кочији.
Кочија стиже до речног прелаза, где су Апачи потопили скелу и побили присутне. Керли скида лисице Рингу како би помогао да се дебла вежу за кочију и да је преведу преко реке. Коначно, Апачи нападају и почиње дуга потера, током које су Бак и Пикок рањени. Када му остане само један метак, Хатфилд се спрема да убије госпођу Малори како не би пала у руке Апачима, али бива смртно рањен. У последњем тренутку, 6. коњички пук стиже и спасава кочију.
У Лордсбергу, Гејтвуд је ухапшен због покушаја бекства с новцем своје банке. Госпођа Малори сазнаје да ће се њен супруг потпуно опоравити. Потом захваљује Далас, која јој даје свој шал. Пикок позива Далас да га посети у Канзас Ситију. Ринго је одводи до њеног одредишта у сумњивом делу града и коначно схвата чиме се она бави, али и даље жели да се ожени њом.
Лук Пламeр, који игра покер у једном од салона, чује за Рингов долазак и позива браћу да му се придруже у обрачуну. У брзој пуцњави, Ринго убија браћу Пламeр, а затим се предаје Керлију, очекујући да ће се вратити у затвор. Када се укрца на запрежна кола, Керли позива Далас да се повезе с њима до границе града. Али када се попне, Керли и Бун пљесну коње, срећно допуштајући њима двома да заједно побегне у правцу Ринговог ранча.

## Улоге
- Клер Тревор — Далас
- Џон Вејн — Хенри „Ринго Кид”
- Енди Девајн — Бак
- Џон Карадин — Хатфилд
- Џорџ Банкрофт — шериф Керли Вилкокс
- Томас Мичел — Доктор Џосаја „Док” Бун
- Луиз Плат — Луси Малори
- Доналд Мик — Самјуел Пикок
- Бертон Черчил — Елзворт Хенри Гејтвуд
- Тим Холт — поручник Бланчард
- Том Тајлер — Лук Пламер
- Јакима Канут — извидник коњице (главни каскадер)[13]

### Кастинг
Клер Тревор је продуцентима из United Artists-а (и понајвише извршном продуценту Ворену Вангеру) запала за око њеном улогом новинарке Лорелај Килборн у радио-драми Велики град. Вангер је у интервјуу за магазин Variety навео да је улога Лорелај била главни разлог зашто је добила улогу Далас у филму. Пре ње, за улогу је разматрана Марлен Дитрих јер је продуцент Дејвид О. Селзник сматрао да је Клер (као и Вејн) превише „непрестижна”. Енди Девајн је одабран за улогу возача кочије Бака, зато што Фордов први избор, глумац Ворд Бонд, није умео да вози кочију.
Џон Вејн је пре кастовања у Поштанској кочији био познат као глумац у филмовима Б-продукције, и због тога он није био први избор продуцената филма за улогу Ринго Кида. Форд је од почетка желео да Вејн глуми Ринго Кида, али је по препоруци продуцената, улогу прво понудио Гарију Куперу који ју је по предлогу своје супруге Сандре одбио. Буџет филма такође није могао да приушти звезду Куперовог калибра, који се прославио као водећи глумац у многим немим филмовима и филмовима Златног доба Холивуда. Форд је одмах након Купера, понудио Вејну да глуми Ринго Кида, али се продуцент филма, Ворен Вангер, томе противио. Вангер је желео да ту улогу дâ Брусу Каботу, који се пар година раније прославио у филму Кинг Конг. Форд је, да би убедио Вангера, организовао два пробна снимања са Клер Тревор, у којем су учествовали и Вејн и Кабот. Вејнов перформанс је успео да убеди Вангера да њему дâ улогу. Кастовање Вејна у овом филму био је одлучујући фактор у његовој даљој слави, и о томе је Вејн рекао: „Улога ми је дошла баш у оном периоду кад сам се спремао да одустанем и да прихватим да ћу бити трећеразредни глумац до краја свог живота.” Вејн је прихватио главну улогу, али са предусловом да буде плаћен мање од Клер Тревор која је добила „топ-билинг”.
Многи глумци који су тумачили споредне улоге, неки од њих звезде немих филмова, остали су некредитовани у заслугама на почетку филма. Међу њима нашли су се: поглавица Џон Велико Дрво, Џо Риксон, Бренда Фаулер, Нора Сесил и Елвира Риос. Локација снимања филма, Долина споменика, налазила се на територији Навахо староседелаца, и многи староседеоци били су кастовани од стране Форда да буду статисти и да помажу сниматељској екипи током снимања.

## Настанак

### Сценарио
Приповетка Кочија до Лордберга, која ће касније постати основ за Поштанску кочију, написана је од стране америчког писца Ернеста Хејкокса и објављена 10. априла 1937. године у књижевном часопису Collier's. Џон Форд се заинтересовао за причу, купио је три месеца од њеног објављивања у јулу 1937. године и до краја године је унајмио сценаристу Дадлија Николса да је адаптира. Сценарио филма верно прати радњу приповетке, али је и значајно проширује; једна значајнија промена од извора, била је промена имена главног лика из Малпаис Бил у Ринго Кид, зато што је Форд сматрао да би то звучало више јуначки.
У интервјуу са америчким режисером Питером Богдановичем, Форд је рекао да је главна инспирација за приповетку, и тиме и за филм, била приповетка Грудва масти (фр. Boule de Suif) Гија де Мопасана. Слично радњи филма, Де Мопасанова приповетка прати групу странаца који путују кроз непријатељску територију у поштанској кочији. Утицај Гијове приповетке на развитак Поштанске кочије и специфично на Хејкоксову Кочију до Лордсберга је касније оспораван. Хејкоксов биограф је тврдио да је вероватноћа да је Хејкокс био инспирисан Де Мопасановим радом при писању своје приповетке била веома мала, имајући у виду да је избегавао читање радова других аутора фикције, и фокусирао се на читање историјских књига у жанру нефикције.
Амерички драмски писац и сценариста Бен Хект, радио је на сценарију као „исправљач сценарија” (енгл. script-doctor) и остао је непотписан.

### Продукција
Поштанска кочија је био први Фордов звучни вестерн, снимљен тринаест година након његовог претходног, 3 зликовца. Ова чињеница, потпомогнута чињеницом да су до 1937. године вестерни престали да буду популарни код публике и постали искључиво нискобуџетни, отежала је Фордову потрагу за продуцентом који би финансирао високобуџетни вестерн филм са Џоном Вејном у главној улози. Форд је, пре него што је сценарио био написан, понудио идеју неколицини већих продукцијских кућа, и сваки пут је био одбијен.
Први, и у том тренутку једини, продуцент који је желео да финансира филм био је Дејвид О. Селзник коме је Форд пришао 1937. године. Сарадња Форда и Селзника трајала је релативно кратко; Селзник је напустио пројекат зато што је желео Гарија Купера и Марлен Дитрих у главним улогама, чему се Форд противио. Селзник је касније тврдио да је одбио сценарио јер је био „само још један вестерн филм” и рекао је о Форду: „[Форд] је сјајан човек, али нема сврхе третирати га као бога, и ако он не жели да буде овде радо бих сарађивао са неким другим сјајним режисером.”
Други и коначни продуцент филма био је Валтер Вангер, који је финансирао филм кроз своју продуцентску компанију Walter Wanger Productions. Вагнер се претежно није слагао са Фордовим кастовањем, али је попустио под условом да главна улога буде резервисана за Клер Тревор. Вангер је касније о Поштанској кочији рекао директору маркетинга филма: „Иако сам поносан што сам продуцент Поштанске кочије, молим вас учините све што је у вашој моћи да он буде упамћен као Фордов успех.”
Музика филма била је базирана на америчким фолк песмама.

### Снимање
Снимање филма је започето 31. октобра 1938. године у Долини споменика, на граници савезних држава Аризоне и Јуте. Поштанска кочија је био први Фордов вестерн који је сниман у Долини споменика, а након њега, Форд је снимио још осам вестерна у њој, међу њима: Носила је жуту траку, Рио Гранде, Трагачи и Моја драга Клементина. Форд је одабрао Долину споменика за снимање Поштанске кочије када му је фотографије Долине показао Хери Гулдинг, који је био један од првих белих насељеника те земље. О Долини споменика, Џозеф Мекбрајд и и Мајкл Вилмингтон, су написали: „Долина споменика је више од стварног места за Форда. Она је стање ума.” Ден Форд, Џонов унук, написао је:
„...Долина споменика 1938. године била је невероватно тешко место за рад. Била је једна од најнеприступачнијих тачака у Сједињеним Државама, двеста миља вожње по неравним прашњавим путевима од Флагстафа у Аризони. Није било телефона, телеграфа и мостова за прелаз преко стотину речица које су секле сваку цесту. На надморској висини од око 5.000 миља, било је окрутно хладно зими и неиздрживо топло лети. Свакако, Долина споменика је пружала позадину неописиве лепоте, и Џон је сматрао да би била вредна труда.”
 Временске прилике у Долини споменика биле су непогодне за снимање филма, укључујући екстремно ниске температуре и снег. Климактична сцена јурњаве, где је кочија окружена апачким ратницима, снимљена је последња. За разлику од осталих сцена природе које су снимљене у Долини споменика, ова сцена је снимљена у Викторвилу у Калифорнији, неколико километара од Лос Анђелеса. Форд је био упознат са овим пределом, снимајући неколико сцена ту за свој претходни вестерн, 3 зликовца.
Форд се често сукобљавао са својом поставом и сниматељском екипом током снимања и практиковао је комплетну контролу над изгледом филма, не дозвољавајући глумцима да импровизују реплике или покрете или да му дају савете. Највећу критику од Форда добијао је Вејн, од којег је Форд очекивао да се покаже као способан глумац. Као узора, Вејн је узео глумца Харија Керија, по Фордовој препоруци. Клер Тревор је рекла о Фордовој дирекцији: „[Форд] није био разговетан, он никад стварно није могао да заврши реченицу [...] Дао би ти назнаку, неки почетак. Ако ниси одглумио оно што је он замислио, он би те искритиковао у ситне детаље.”
Додатне сцене снимане су на ранчевима продукцијских компанија RKO и Iverson. Снимање је завршено 23. децембра 1938. године.

## Награде
Листа награда које је филм освојио, или за које је био номинован:
| Награда                                       | Категорија                                 | Номиновани                                              | Резултат   |
| --------------------------------------------- | ------------------------------------------ | ------------------------------------------------------- | ---------- |
| Награда Оскар                                 | Оскар за најбољи филм                      | Волтер Вангер                                           | Номинација |
| Награда Оскар                                 | Оскар за најбољег режисера                 | Џон Форд                                                | Номинација |
| Награда Оскар                                 | Оскар за најбољег глумца у споредној улози | Томас Мичел                                             | Освојено   |
| Награда Оскар                                 | Оскар за најбољу сценографију              | Александер Тобулоф                                      | Номинација |
| Награда Оскар                                 | Оскар за најбољу фотографију               | Берт Гленон                                             | Номинација |
| Награда Оскар                                 | Оскар за најбољу монтажу                   | Ото Ловеринг и Дороти Спенсер                           | Номинација |
| Награда Оскар                                 | Оскар за најбољу оригиналну музику         | Ричард Хагман, В. Френки Харлинг, Џон Липолд, Лио Шукен | Освојено   |
| Награде удружења њујоршких филмских критичара | Награда за најбољег режисера               | Џон Форд                                                | Освојено   |
| Национални одбор за рецензију филмова         | Најбоља глума                              | Томас Мичел                                             | Освојено   |

#### Остали успеси
Амерички филмски институт (АФИ) рангирао је Поштанску кочију као 63. најбољи амерички филм на својој листи 100 година АФИ-ја... 100 филмова. На АФИ-јевој листи АФИ-јевих 10 топ 10 Поштанска кочија је проглашен за девети најбољи вестерн икад снимљен. Национални одбор за рецензију филмова је рангирао филм као трећи најбољи који је изашао 1939. године на својој годишњој додели награда.
Поштанска кочија био је филм којим је отворен Музеј Југословенске кинотеке, 2. марта 1951. године. Он је затим поновно приказан на седамдесетогодишњици музеја.
Конгресна библиотека Сједињених Америчких Држава је 1995. године одабрала овај филм за Национални регистар филмова као „културолошки, историјски или естетски значајан".

## Утицај и наслеђе

### Утицај
Поштанска кочија се сматра једним од најутицајнијих филмова свих времена и разлогом за реинкарнацију вестерн жанра. Утицајни амерички режисер Орсон Велс је описао Поштанску кочију као „савршен уџбеник о снимању филмова” и тврдио је да га је погледао преко тридесет пута да би се спремио за снимање филма Грађанин Кејн. Стивен Спилберг је навео Поштанску кочију као једног од узора при креацији првог филма у серијалу о Индијани Џоунсу, Отимачи изгубљеног ковчега. Сцена потере за камионом у којем се налази епонимни „изгубљени ковчег” (Заветни ковчег) је инспирисана сценом бега од апачких ратника и каскадерским радом који је за Поштанску кочију радио Јакима Канут.
Филм је служио као директна инспирација за троделну причу Црвене сенке (итал. Ombre rosse) у серијалу Мистер Но, од сценаристе Тицијана Склавија и уметника Роберта Дисоа. У причи, Мистер Но бива убачен у рекреацију сцене потере са апачким ратницима, а затим постаје осумњичени за убиство једног од глумаца. Прича садржи многе алузије на филм, укључујући презимена кључних споредних ликова (као што су Џон Тревор по узору на Клер Тревор и шериф Форд по узору на Џона Форда) и физички изглед поставе која је базирана на глумцима филма. Радња филма је такође послужила као инспирација за епизоду Дилижанса (фр. La Dilligance) франко-белгијског стрипа Талични Том.

### Наслеђе
Поштанска кочија је римејкована два пута, први пут 1966. године за велике екране, и други пут 1986. као телевизијски филм. Поставу филма из 1966. године чинили су, између осталог, Ен-Маргрет, Алекс Корд, Ред Батонс, Слим Пикенс и Бинг Крозби. Поставу телевизијског филма чинили су, између осталог, кантаутори Вили Нелсон, Крис Кристоферсон, Џони Кеш и Елизабет Ешли. Ни један ни други филм нису успели да понове критички или комерцијални успех оригинала.